# Осипов, Александр Михайлович (Герой Советского Союза)
Алекса́ндр Миха́йлович О́сипов (15 июля 1920, село Ямской Посад, Симбирская губерния — 19 февраля 1945, вблизи Грабау, Германия) — лётчик-штурмовик, участник Великой Отечественной войны, Герой Советского Союза.

## Биография
Родился в русской крестьянской семье; окончил 7 классов. Работал экспедитором, учился в Алатырском аэроклубе.
В РККА с 1938 года. В 1940 году окончил Энгельсское военное авиационное училище. С июля 1940 года — лётчик разведывательного авиационного полка. В январе 1941 года направлен лётчиком-инструктором в Одесскую военную авиационную школу пилотов. В октябре 1942 года назначен командиром звена.
На фронтах Великой Отечественной войны с августа 1943 года. Участвовал в боях на Брянском, 2-м Прибалтийском, 1-м Белорусском и 2-м Белорусском фронтах. Член ВКП(б)/КПСС с 1943 года. Командир эскадрильи 569-го штурмового авиационного полка 199-й штурмовой авиационной дивизии 4-й штурмового авиационного корпуса 4-й воздушной армии 2-го Белорусского фронта. Капитан Осипов А. М. совершил 83 боевых вылета на штурмовку живой силы и боевой техники противника. В воздушных боях сбил 2 вражеских самолёта, из них один — тараном. 19 февраля 1945 года во время штурмовки вражеских объектов в районе Грабау (Германия) в воздушном бою с численно превосходящим противником погиб.
Указом Президиума Верховного Совета СССР от 18 августа 1945 года капитану Осипову Александру Михайловичу присвоено звание Героя Советского Союза посмертно.

## Награды
- Медаль «Золотая Звезда» Героя Советского Союза.
- Орден Ленина.
- Два Ордена Красного Знамени.
- Орден Александра Невского.
- Медали.

## Память
- На здании школы № 5 в городе Алатырь установлена мемориальная доска.
- Именем Осипова А. М. названы улица в г. Алатырь и теплоход-сухогруз, приписанный к Балтийскому морскому пароходству (1980 год).
- В городе Москве в средней школе № 956 с 1995 года работает музей боевой славы 569-го штурмового авиационного полка[2].